# Squadra marocchina di Fed Cup
La squadra marocchina di Fed Cup rappresenta il Marocco nella Fed Cup, ed è posta sotto l'egida della Fédération Royale Marocaine de Tennis.
La squadra partecipa alla competizione dal 1966, con un'apparizione nel Gruppo Mondiale.
Nel 2011 le marocchine sono state retrocesse al Gruppo III della zona Euro-Africana, la categoria più bassa della Fed Cup.

## Organico 2011
Aggiornato ai match del gruppo II (5-7 maggio 2011). Fra parentesi il ranking della giocatrice nei giorni della disputa degli incontri.
- Nadia Lalami (WTA numero 376)
- Fatima El Allami (WTA numero 463)
- Lina Bennani (WTA numero 694)
- Habiba Ifrakh (WTA numero 1011)

## Ranking ITF
- Il prossimo aggiornamento del ranking è previsto per il mese di febbraio 2012.

| Marocco nel Ranking ITF (aggiornata al 7 novembre 2011) |              |        |                            |
| Pos                                                     | Squadra      | Punti  | Gruppo                     |
| 67                                                      | Norvegia     | 252.75 | Gruppo III - Europa/Africa |
| 68                                                      | Kirghizistan | 246.75 | Gruppo II - Asia/Oceania   |
| 69                                                      | Cuba         | 229.50 | Gruppo II - Americhe       |
| 70                                                      | Marocco      | 220.00 | Gruppo III - Europa/Africa |
| 71                                                      | Egitto       | 205.00 | Gruppo III - Europa/Africa |
| 72                                                      | Armenia      | 204.50 | Gruppo III - Europa/Africa |
| 73                                                      | Costa Rica   | 200.00 | Gruppo II - Americhe       |